# آنتیسا
آنتیسا (یونانی: Άντισσα) یکی از شهرهای جزیره لسبوس(لسووس) (از جزایر یونانی واقع در دریای اژه) بود. این شهر در قسمت شرقی جزیره و نزدیک به دماغه سیگریوم قرار داشت و دارای بندرگاه بود.
ریچارد پوکاک خرابه‌هایی در سمت شمالشرق دماغه سیگری، در محلی به نام کاراس لیمنئوناس (انگلیسی: Calas Limneonas) پیدا نمود که به احتمال فراوان بازمانده‌های شهر آنتیسا می‌باشد. این شهر باستانی محل تولد ترپاندر است که گفته می‌شود مخترع چنگ هفت سیمی می‌باشد.